# Gianfranco Masini
Gianfranco Masini   (Reggio de l’Emília, 26 de novembre de 1937 - Reggio de l’Emília, 18 de juny de 1993) va ser un director d'orquestra italià, conegut principalment per dirigir òpera.
Durant el transcurs de la seva carrera va ser director principal al Teatro Lirico Giuseppe Verdi de Trieste i al Festival Arena di Verona. Va aparèixer a nombrosos teatres d'òpera a Europa i Amèrica del Nord com a director convidat i va ser el director convidat principal del Stadttheater Bonn el 1990. En el moment de la seva mort, era el director i conductor artístic principal de l'òpera de Montpeller.
Masini va néixer a Reggio Emilia, Itàlia, i va estudiar composició i direcció d'orquestra als conservatoris de Parma i Bolonya, seguit per estudis posteriors a Viena amb Hermann Scherchen. Va debutar a la direcció el 1966 amb La bohème al "Teatro Municipale di Reggio Emilia"". A més de les seves actuacions en directe, Masini va realitzar diversos enregistraments d'òpera de llarga durada per a "Deutsche Grammophon, Decca, Philips" i "Ricordi". Les seves darreres actuacions van dirigir La forza del destino a l'òpera de Montpeller a principis de juny de 1993. Va renunciar per motius de salut poc després i va morir a la seva ciutat natal a l'edat de 55 anys. El 2013, vint anys de la seva mort, l'auditori del "El Conservatori Achille Peri" de Reggio Emilia va ser nomenat en honor seu.